# All'ottava
All’ottava (итал. all’ott. или 8va) — указывает на исполнение музыкальной фразы против написанного октавой выше. Возвращение опять к прежней высоте обозначается словом loco. В партитурах all’ottava показывает, что этот инструмент должен опережать другой на одну октаву. И под нотами баса бывает эта пометка, но тогда она обозначает, что надо брать октавой ниже. Правильнее было бы писать в этом случае coll’ottava bassa.